# Berd'huis
Berd'huis est une commune française, située dans le département de l'Orne en région Normandie, peuplée de 1 094 habitants.

## Géographie
| Nocé             | Dancé                  | Dancé                                 |
| Préaux-du-Perche | Berd'huis              | Dancé Nogent-le-Rotrou (Eure-et-Loir) |
| Préaux-du-Perche | Saint-Hilaire-sur-Erre | Nogent-le-Rotrou (Eure-et-Loir)       |

### Hydrographie
La commune est située dans le bassin Loire-Bretagne. Elle est drainée par la Chèvre et le ruisseau du Gué aubry,,.
La Chèvre, d'une longueur de 14 km, prend sa source dans la commune de Verrières et se jette  dans l'Erre à Saint-Hilaire-sur-Erre, après avoir traversé quatre communes. 

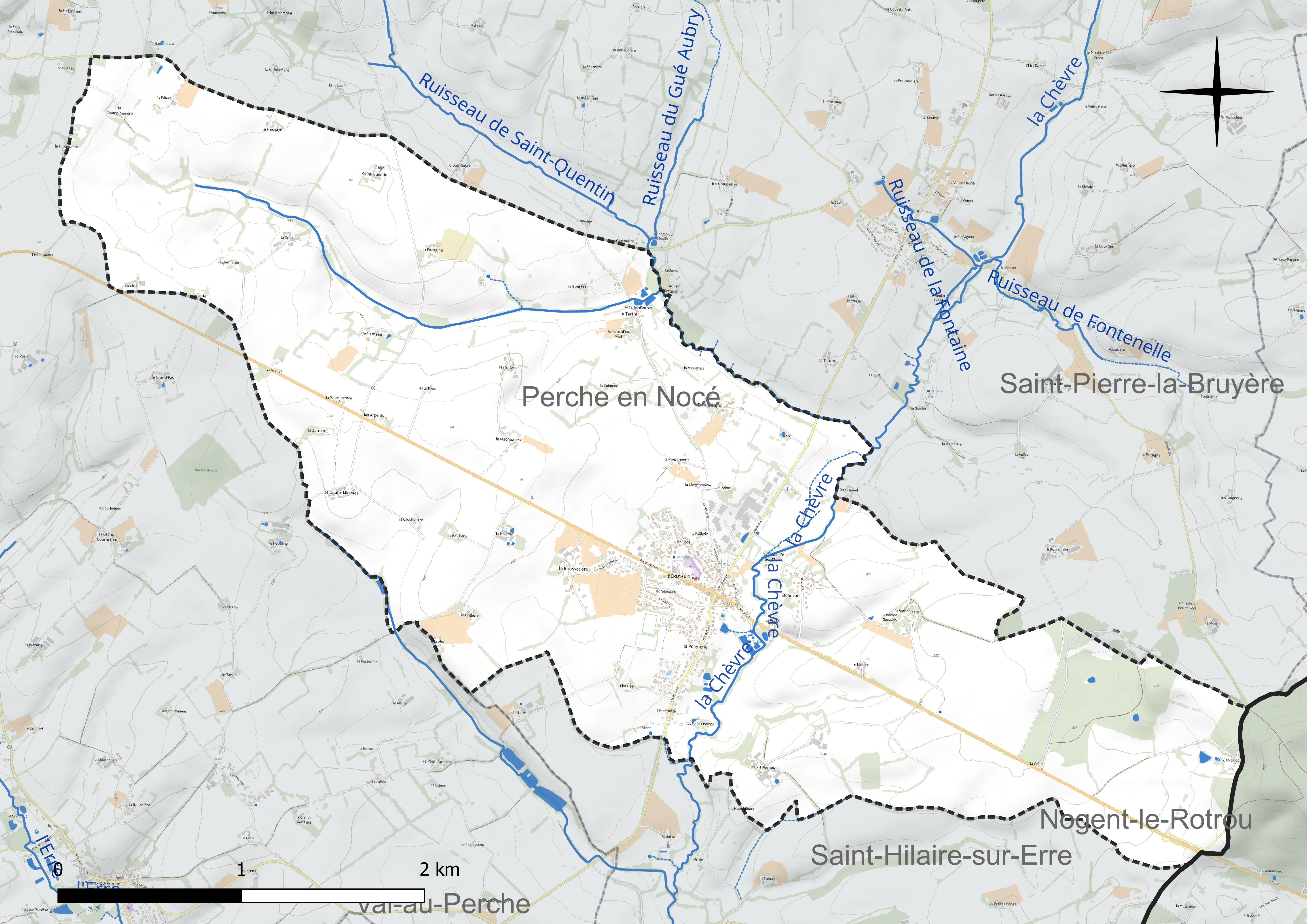
Réseau hydrographique de Berd'huis.

### Climat
Pour des articles plus généraux, voir Climat de la Normandie et Climat de l'Orne.
En 2010, le climat de la commune est de type climat océanique dégradé des plaines du Centre et du Nord, selon une étude du CNRS s'appuyant sur une série de données couvrant la période 1971-2000. En 2020, Météo-France publie une typologie des climats de la France métropolitaine dans laquelle la commune est exposée à un climat océanique altéré et est dans la région climatique Normandie (Cotentin, Orne), caractérisée par une pluviométrie relativement élevée (850 mm/a) et un été frais (15,5 °C) et venté. Parallèlement le GIEC normand, un groupe régional d’experts sur le climat, différencie quant à lui, dans une étude de 2020, trois grands types de climats pour la région Normandie, nuancés à une échelle plus fine par les facteurs géographiques locaux. La commune est, selon ce zonage, exposée à un « climat contrasté des collines », correspondant au Pays d'Ouche et au Perche et bénéficiant d’un caractère continental affirmé avec des précipitations atténuées et des amplitudes thermiques fortes.
Pour la période 1971-2000, la température annuelle moyenne est de 10,7 °C, avec une amplitude thermique annuelle de 14,4 °C. Le cumul annuel moyen de précipitations est de 712 mm, avec 11,4 jours de précipitations en janvier et 7,5 jours en juillet. Pour la période 1991-2020, la température moyenne annuelle observée sur la station météorologique la plus proche, située sur la commune de Perche en Nocé à 6 km à vol d'oiseau, est de 11,3 °C et le cumul annuel moyen de précipitations est de 747,8 mm,. Pour l'avenir, les paramètres climatiques de la commune estimés pour 2050 selon différents scénarios d’émission de gaz à effet de serre sont consultables sur un site dédié publié par Météo-France en novembre 2022.

## Urbanisme

### Typologie
Au 1er janvier 2024, Berd'huis est catégorisée bourg rural, selon la nouvelle grille communale de densité à sept niveaux définie par l'Insee en 2022.
Elle est située hors unité urbaine. Par ailleurs la commune fait partie de l'aire d'attraction de Nogent-le-Rotrou, dont elle est une commune de la couronne,. Cette aire, qui regroupe 25 communes, est catégorisée dans les aires de moins de 50 000 habitants,.

### Occupation des sols
L'occupation des sols de la commune, telle qu'elle ressort de la base de données européenne d’occupation biophysique des sols Corine Land Cover (CLC), est marquée par l'importance des territoires agricoles (90,2 % en 2018), en diminution par rapport à 1990 (92 %). La répartition détaillée en 2018 est la suivante : terres arables (72 %), prairies (18,2 %), zones urbanisées (6,7 %), forêts (3,1 %). L'évolution de l’occupation des sols de la commune et de ses infrastructures peut être observée sur les différentes représentations cartographiques du territoire : la carte de Cassini (XVIIIe siècle), la carte d'état-major (1820-1866) et les cartes ou photos aériennes de l'IGN pour la période actuelle (1950 à aujourd'hui).

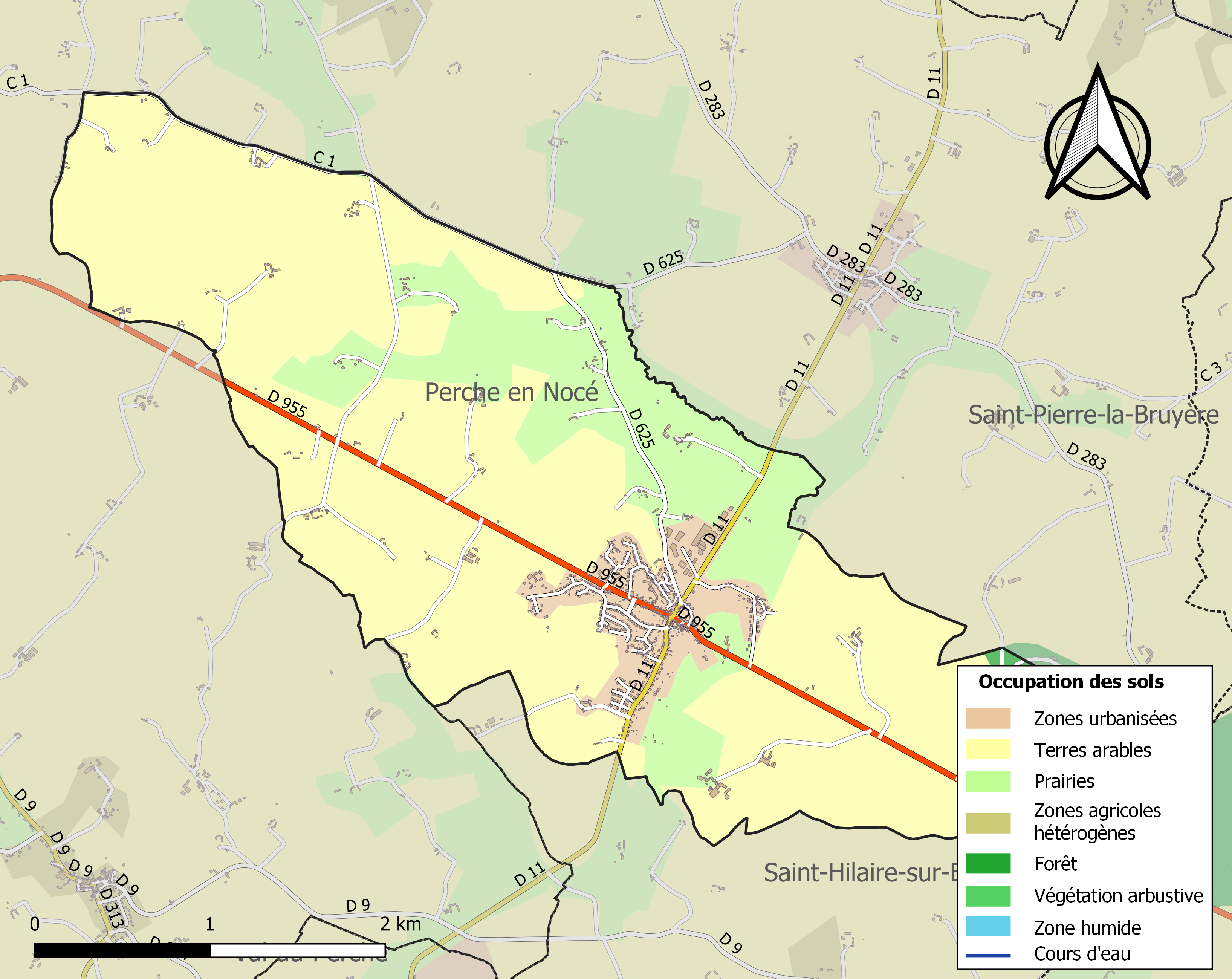
Carte des infrastructures et de l'occupation des sols de la commune en 2018 (CLC).

## Toponymie
Le nom de la localité est attesté sous les formes Berzillis en 940.

## Histoire

### Histoire de la Seigneurie
D'après M. Pitard (secrétaire de mairie de Mortagne) dans ses fragments historiques sur le Perche publiés en 1866, Yves de Creil, fondateur de la famille des comtes de Bellême, mort en 997 et son épouse Godehilde, donnèrent les églises de Saint-Jean-de-la-Forêt, Berd'huis, Dancé, Saint-Martin-du-Vieux-Bellême à Notre-Dame-du-Vieux-Château, chapelle bâtie par eux dans l'enceinte du château primitif. Il s’ensuit, dit Cauvin, qu'on peut juger par là de l’antiquité de l'église de Berd'huis, bâtie évidemment avant la chapelle à laquelle elle fut donnée par Yves de Creil.
La tour de l'église porte sur une pierre gravée au-dessus d'une petite fenêtre la date de 1618, avec plusieurs lettres également gravées. La famille de Villeray à Condeau étaient les seigneurs de Berd'huis. En 1190, avec Philippe Auguste, les religieux de Sainte-Gauburge de la Coudre à Saint-Cyr-la-Rosière, monastère fondé vers 1064 par Yves de Bellême, évêque de Séez, achetèrent à Aimery de Villeray, partant pour la croisade, la seigneurie de Berd’huis pour 200 livres angevines et la possédèrent jusqu’en 1790. C'est afin de s'équiper pour la croisade, qu’Aimery de Villeray, vendait en 1190 aux moines de Sainte-Gauburge-de-la-Coudre, la seigneurie de Berd'huis, avec l'agrément de son suzerain le comte Rotrou IV.

## Politique et administration

### Liste des maires
| Période                                  | Période   | Identité          | Étiquette      | Qualité                                          |
| ---------------------------------------- | --------- | ----------------- | -------------- | ------------------------------------------------ |
| 1929                                     | 1959      | Théodore Bigeault |                |                                                  |
| 1958                                     | Mars 2001 | Jacques Sabras    |                |                                                  |
| Mars 2001                                | En cours  | Brigitte Luypaert | Sans étiquette | Agricultrice, ancienne sénatrice UMP (2002-2004) |
| Les données manquantes sont à compléter. |           |                   |                |                                                  |

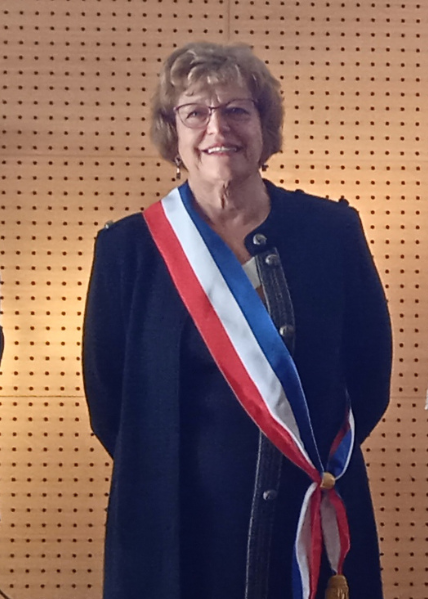
Brigitte Luypaert, actuelle maire.

Un conseil municipal des jeunes est créé en 2022.

### Tendances politiques et résultats

#### Élection présidentielle de 2012
En 2012, lors de l'élection présidentielle, les Berd'huisiens inscrits sur les listes électorales vont voter à 83,37% au premier tour, et à 82,68% au second.
Lors du premier tour, le président sortant arrive en tête, avec 28,93% des suffrages, suivi de près par la candidate Marine Le Pen qui obtient 25%. Le candidat alors en tête nationalement, François Hollande, n'arrive qu'à la troisième place dans la commune, avec 22,75%.
Lors du second tour, Nicolas Sarkozy arrive de nouveau en tête, avec 56,33% et plus de 10 points d'avance sur son concurrent François Hollande. Encore une fois, ce scénario n'est pas le même nationalement, où François Hollande sera élu président de la république.
| Candidats                | Candidats                | Partis                   | Premier tour             | Premier tour | Premier tour | Second tour | Second tour |
| Candidats                | Candidats                | Partis                   | Postition                | Voix         | %            | Voix        | %           |
| ------------------------ | ------------------------ | ------------------------ | ------------------------ | ------------ | ------------ | ----------- | ----------- |
|                          | François Hollande        | PS                       | 3e                       | 162          | 22,75        | 293         | 43,67       |
|                          | Nicolas Sarkozy          | UMP                      | 1e                       | 206          | 28,93        | 378         | 56,33       |
|                          | Marine Le Pen            | FN                       | 2e                       | 178          | 25           |             |             |
|                          | Jean-Luc Mélenchon       | PG                       | 5e                       | 56           | 7,87         |             |             |
|                          | François Bayrou          | MoDem                    | 4e                       | 60           | 8,43         |             |             |
|                          | Eva Joly                 | EELV                     | 8e ex æquo               | 8            | 1,12         |             |             |
|                          | Nicolas Dupont-Aignan    | DLR                      | 6e                       | 17           | 2,39         |             |             |
|                          | Philippe Poutou          | NPA                      | 8e ex æquo               | 8            | 1,12         |             |             |
|                          | Nathalie Arthaud         | LO                       | 7e                       | 14           | 1,97         |             |             |
|                          | Jacques Cheminade        | SP                       | 9e                       | 3            | 0,42         |             |             |
|                          |                          |                          |                          |              |              |             |             |
| Suffrages exprimés       | Suffrages exprimés       | Suffrages exprimés       | Suffrages exprimés       | 712          | 97,94        | 671         | 93,07       |
| Votes blancs ou nuls     | Votes blancs ou nuls     | Votes blancs ou nuls     | Votes blancs ou nuls     | 15           | 2,06         | 50          | 6,93        |
| Total                    | Total                    | Total                    | Total                    | 727          | 100          | 721         | 100         |
| Abstention               | Abstention               | Abstention               | Abstention               | 145          | 16,63        | 151         | 17,32       |
| Inscrits / Participation | Inscrits / Participation | Inscrits / Participation | Inscrits / Participation | 872          | 83,37        | 872         | 82,68       |

#### Élection présidentielle de 2017
Lors de l'élection présidentielle de 2017 à Berd'huis, on observe une participation de 80,76 % au premier tour, et une participation en légère baisse, à 77,1 %, au second tour.
Lors du premier tour du scrutin, les deux candidats arrivés en tête étaient Marine Le Pen avec 30,43 % des voix, suivie de François Fillon avec 21,89 %.
Le candidat Emmanuel Macron, qui est en première position nationalement, n'arrive qu'à la troisième place à Berd'huis.
Au second tour, Emmanuel Macron arrive tout de même en première position avec 54,53 % des suffrages, environ 9 points devant la candidate du Front national, Marine Le Pen, qui obtient 45,47 % des voix.
| Candidats                | Candidats                | Partis                   | Premier tour             | Premier tour | Premier tour | Second tour | Second tour |
| Candidats                | Candidats                | Partis                   | Position                 | Voix         | %            | Voix        | %           |
| ------------------------ | ------------------------ | ------------------------ | ------------------------ | ------------ | ------------ | ----------- | ----------- |
|                          | Emmanuel Macron          | EM                       | 3e                       | 129          | 20,03        | 313         | 54,53       |
|                          | Marine Le Pen            | FN                       | 1er                      | 196          | 30,43        | 261         | 45,47       |
|                          | François Fillon          | LR                       | 2e                       | 141          | 21,89        |             |             |
|                          | Jean-Luc Mélenchon       | LFI                      | 4e                       | 76           | 11,80        |             |             |
|                          | Benoît Hamon             | PS                       | 6e                       | 30           | 4,66         |             |             |
|                          | Nicolas Dupont-Aignan    | DLF                      | 5e                       | 50           | 7,76         |             |             |
|                          | Jean Lassalle            | RES                      | 8e                       | 6            | 0,93         |             |             |
|                          | Philippe Poutou          | NPA                      | 7e                       | 6            | 0,93         |             |             |
|                          | François Asselineau      | UPR                      | 9e                       | 5            | 0,78         |             |             |
|                          | Nathalie Arthaud         | LO                       | 10e                      | 3            | 0,47         |             |             |
|                          | Jacques Cheminade        | SP                       | 11e                      | 2            | 0,31         |             |             |
|                          |                          |                          |                          |              |              |             |             |
| Suffrages exprimés       | Suffrages exprimés       | Suffrages exprimés       | Suffrages exprimés       | 644          | 97,13        | 574         | 90,68       |
| Votes blancs             | Votes blancs             | Votes blancs             | Votes blancs             | 14           | 2,11         | 43          | 6,79        |
| Votes nuls               | Votes nuls               | Votes nuls               | Votes nuls               | 5            | 0,75         | 16          | 2,54        |
| Total                    | Total                    | Total                    | Total                    | 663          | 100          | 574         | 100         |
| Abstention               | Abstention               | Abstention               | Abstention               | 158          | 19,24        | 188         | 22,9        |
| Inscrits / Participation | Inscrits / Participation | Inscrits / Participation | Inscrits / Participation | 663          | 80,76        | 633         | 77,1        |

#### Élection présidentielle de 2022
En 2022, les inscrits sur les listes électorales se déplacent à 81,23 % au premier tour et à 80,69 % au second tour.
Au premier tour, les deux candidats arrivés en tête sont Marine Le Pen, avec 40,64 %, qui devance largement Emmanuel Macron, le président sortant, qui obtient 28,76%.
Au second tour, pour la première fois dans l'histoire de la commune, la candidate du Rassemblement National arrive au deux tours du vote en tête, avec 57,67% des suffrages, et devance une nouvelle fois Emmanuel Macron qui obtient 42,33 %.
| Candidats                | Candidats                | Partis                   | Premier tour | Premier tour | Premier tour | Second tour | Second tour |
| Candidats                | Candidats                | Partis                   | Position     | Voix         | %            | Voix        | %           |
| ------------------------ | ------------------------ | ------------------------ | ------------ | ------------ | ------------ | ----------- | ----------- |
|                          | Emmanuel Macron          | LREM                     | 2e           | 172          | 28,76        | 327         | 57,67       |
|                          | Marine Le Pen            | RN                       | 1e           | 243          | 40,64        | 240         | 42,33       |
|                          | Jean-Luc Mélenchon       | LFI                      | 3e           | 66           | 11,04        |             |             |
|                          | Éric Zemmour             | REC                      | 5e           | 25           | 4,18         |             |             |
|                          | Valérie Pécresse         | LR                       | 4e           | 31           | 5,18         |             |             |
|                          | Yannick Jadot            | EELV                     | 9e           | 8            | 1,34         |             |             |
|                          | Jean Lassalle            | RES                      | 7e           | 13           | 2,17         |             |             |
|                          | Fabien Roussel           | PCF                      | 8e           | 12           | 2,01         |             |             |
|                          | Nicolas Dupont-Aignan    | DLF                      | 6e           | 16           | 2,68         |             |             |
|                          | Anne Hidalgo             | PS                       | 11e          | 5            | 0,84         |             |             |
|                          | Philippe Poutou          | NPA                      | 12e          | 0            | 0            |             |             |
|                          | Nathalie Arthaud         | LO                       | 10e          | 7e           | 1,17         |             |             |
|                          |                          |                          |              |              |              |             |             |
| Suffrages exprimés       | Suffrages exprimés       | Suffrages exprimés       |              | 598          | 79,63        | 567         | 75,50       |
| Votes blancs             | Votes blancs             | Votes blancs             |              | 6            | 0,80         | 23          | 3,06        |
| Votes nuls               | Votes nuls               | Votes nuls               |              | 6            | 0,80         | 16          | 2,13        |
| Total                    | Total                    | Total                    |              | 610          | 100          | 606         | 100         |
| Abstention               | Abstention               | Abstention               |              | 141          | 18,77        | 145         | 19,31       |
| Inscrits / participation | Inscrits / participation | Inscrits / participation |              | 751          | 81,23        | 751         | 80,69       |

## Population et Société

### Démographie
L'évolution du nombre d'habitants est connue à travers les recensements de la population effectués dans la commune depuis 1793. Pour les communes de moins de 10 000 habitants, une enquête de recensement portant sur toute la population est réalisée tous les cinq ans, les populations de référence des années intermédiaires étant quant à elles estimées par interpolation ou extrapolation. Pour la commune, le premier recensement exhaustif entrant dans le cadre du nouveau dispositif a été réalisé en 2005.
En 2022, la commune comptait 1 094 habitants, en évolution de −0,27 % par rapport à 2016 (Orne : −3,21 %, France hors Mayotte : +2,11 %).
| 1793 | 1800 | 1806 | 1821 | 1836 | 1841 | 1846 | 1851 | 1856 |
| ---- | ---- | ---- | ---- | ---- | ---- | ---- | ---- | ---- |
| 618  | 633  | 717  | 712  | 914  | 880  | 925  | 948  | 909  |

| 1861 | 1866 | 1872 | 1876 | 1881 | 1886 | 1891 | 1896 | 1901 |
| ---- | ---- | ---- | ---- | ---- | ---- | ---- | ---- | ---- |
| 869  | 863  | 838  | 830  | 763  | 738  | 725  | 703  | 666  |

| 1906 | 1911 | 1921 | 1926 | 1931 | 1936 | 1946 | 1954 | 1962 |
| ---- | ---- | ---- | ---- | ---- | ---- | ---- | ---- | ---- |
| 652  | 569  | 496  | 472  | 524  | 503  | 479  | 467  | 517  |

| 1968 | 1975 | 1982 | 1990  | 1999  | 2005  | 2006  | 2010  | 2015  |
| ---- | ---- | ---- | ----- | ----- | ----- | ----- | ----- | ----- |
| 512  | 564  | 836  | 1 003 | 1 099 | 1 094 | 1 077 | 1 073 | 1 083 |

| 2020  | 2022  | - | - | - | - | - | - | - |
| ----- | ----- | - | - | - | - | - | - | - |
| 1 088 | 1 094 | - | - | - | - | - | - | - |

### Enseignement
Berd'huis compte une école élémentaire, rénovée vers 2015. Elle est dirigée par Michaël Caillon et compte 8 classes, de la Petite Section au CM2. Berd'huis ne possédant pas de collège, les élèves, une fois l'année de CM2 passée, continuent leur scolarité au collège Pierre-Brossolette de Nogent-le-Rotrou. La classe de CE2 de cette école est choisie comme studio pour l'interview d'Emmanuel Macron, le 12 avril 2018[réf. nécessaire].

### Sports

#### Place Georges-et-Jean-Massiot
La place Georges-et-Jean-Massiot est située à l'intersection de l'avenue du Perche et de l'avenue de la Poste de Berd'huis. Le terrain est fait de sable, ce qui entraîne qu'il est utilisé comme terrain de pétanque (ou boulodrome). Il possède les seules toilettes publiques de la ville.

#### Association sportive Berd'huis Football
L'Association sportive de Berd'huis a été fondée par Jean Andrieux, responsable de la poste à l'époque. C'est à partir d'une passion du ballon rond que le club a été créé avec deux équipes seniors, une équipe cadet, une équipe minime et une équipe poussine. L'équipe A seniors démarre en 4e division départementale et accède à la division supérieure avec plus de 100 buts.
- 1994 : Montée en promotion d'honneur pour la première fois de l'histoire du club.
- 2005 : Champion de PHR pour la première fois, L'ASB monte en DHR.
- 2007 : Champion de PHR pour la deuxième fois.
- 2008 : L'équipe B de l'AS Berd'huis accède à la première division départemental pour la première fois de son histoire.
- 2012 : Champion de PHR pour la 3e fois. L'équipe A n'a pas perdu un seul match et fini meilleure équipe de PHR de la Basse Normandie. L'équipe A de l'AS Berd'huis accède en DHR.
- 2013 : L'équipe A redescends en PHR pour un point.
- 2014 : L'équipe A se maintient en PHR en finissant parmi les meilleurs dixièmes. On retiendra que Berd'huis aura effectué sa 15e saison d'affilée en PHR.
- 2018 : L'équipe A accède au niveau R3 ( PHR ) après un dernier match d'accession au niveau LIgue contre Mortagne remporter 6-0.

### Santé
Depuis le lundi 1er mars 2021, l'ancienne poste de Berd'huis a été réhabilitée en maison médicale[réf. souhaitée]. Elle regroupe le cabinet médical, le cabinet d'infirmier, le cabinet dentaire et un kinésithérapeute[réf. souhaitée].

### Associations

#### L'Estrade
L'estrade est une association de théâtre présidée par Jeniffer Guillemot. Elle fut créée par Jean-Luc Pecqueur. Aujourd'hui, ses adhérents proposent plusieurs spectacles dans l'année, à Berd'huis et dans ses alentours.

#### Le foyer rural
Le foyer rural propose plusieurs activités : initiation danse, danse en ligne, zumba, art floral, yoga, danse contemporaine, body thaï, dentelles aux fuseaux et broderie, marche nordique, taekwondo et initiation taekwondo. Le foyer est présidé par Jean-François Alibert.

#### Berd'huis art et culture (BAC)
Cette association organise des évènements culturels. Elle fut créée en 2019. Elle organise notamment le salon du livre de Berd'huis, qui était, avant la création de l'association, organisé par le comité des fêtes. Son président est M. Luypaert. M. André Papazian, auteur de plusieurs livres sur le Perche et sur les trains, fait partie de cette association.

## Lieux et monuments

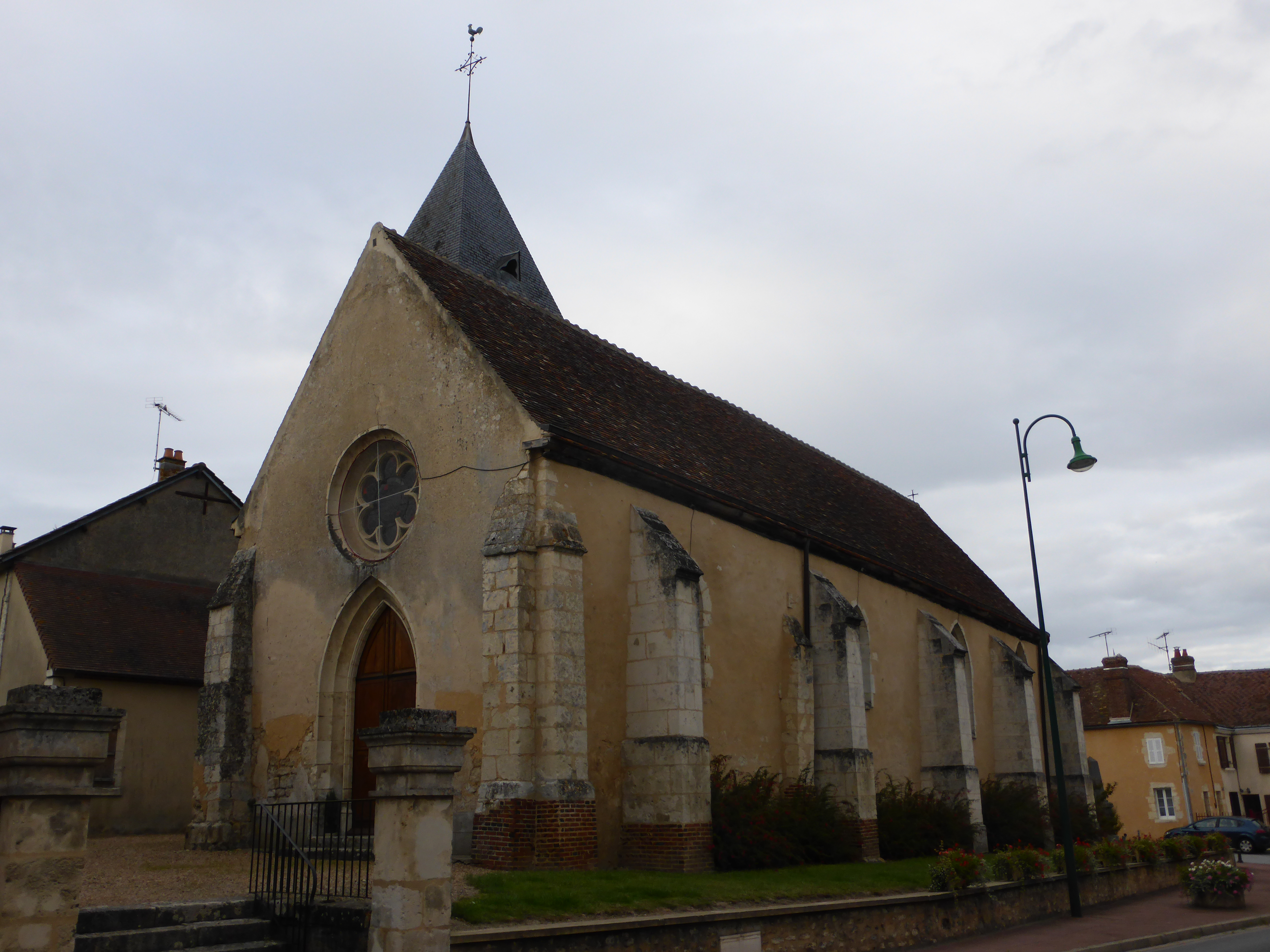
L'église Saint-Martin.

- Église Saint-Martin (tour du XVIIe siècle).
- Manoir du Grand-Saint-Quentin (XVIe siècle), inscrit aux Monuments historiques[31].
- Chapelle Notre-Dame de Croisilles (XIXe siècle), abritant une sculpture (sainte Anne et la Vierge), classée à titre d'objet aux Monuments historiques.
- Le moulin de Berd'huis.

## Personnalités liées à la commune
En 1824, le célèbre Vidocq arrête le meurtrier du percepteur de Berd'huis et de Dancé, un de ses voisins.
Le 12 avril 2018, le président de la République Emmanuel Macron vient donner une interview à Jean-Pierre Pernaut pour TF1 dans l'école de Berd'huis.